# Verbesina dentata
Verbesina dentata là một loài thực vật có hoa trong họ Cúc. Loài này được (Bonpl.) Kunth miêu tả khoa học đầu tiên năm 1820.